# Флаг Спасского района (Татарстан)
Флаг Спа́сского муниципального района Республики Татарстан Российской Федерации — опознавательно-правовой знак, служащий официальным символом муниципального образования.

## Описание
«Флаг Спасского муниципального района представляет собой жёлтое прямоугольное полотнище с отношением ширины к длине 2:3, воспроизводящее композицию герба: вдоль нижнего края зелёная полоса в 1/6 ширины полотнища и посередине белая двухъярусная башни с чёрными аркой ворот и окном в верхнем ярусе».

## Обоснование символики
Флаг Спасского муниципального района разработан с учётом герба, который создан на основе исторического герба города Спасска Казанской губернии (ныне город Болгар), Высочайше утверждённого 18 (29) октября 1781 года.
Композиция флага указывает на богатую историю Спасской земли на территории современного района находилась древняя столица Волжско-Камской Болгарии (X—XIV века).
Башня в геральдике — символ опоры, надёжности, крепости духа.
Жёлтый цвет (золото) символизирует уважение, богатство, стабильность, интеллект.
Белый цвет (серебро) — символ чистоты, совершенства, непорочности. мира и взаимопонимания.
Зелёный цвет — символ здоровья, природы, жизненного роста.
Чёрный цвет — символ вечности, мудрости, скромности.